# Mensajería instantánea

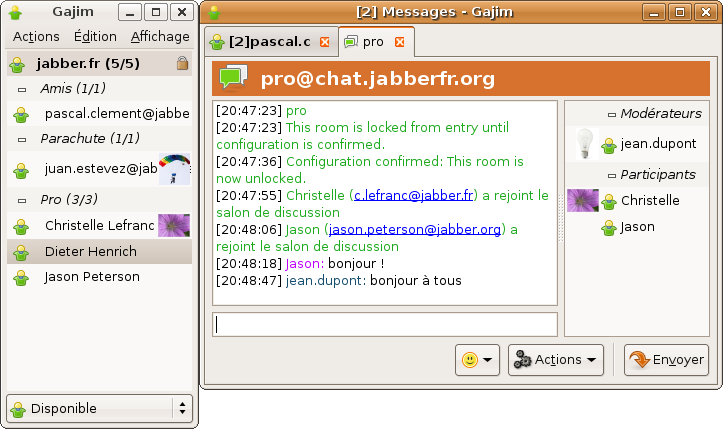
Captura de pantalla de la aplicación de mensajería multi-protocolo Gajim siendo usada en un sistema operativo Linux

La mensajería instantánea (también conocida en inglés como Instant Messaging, acrónimo IM) es una forma de comunicación en tiempo real entre dos o más personas basada en texto. El texto es enviado a través de dispositivos conectados ya sea a una red como Internet, o datos móviles (3G, 4G, 4G LTE, 5G, etc.) sin importar la distancia que exista entre los dos (o más) dispositivos conectados.
El término se usa principalmente para la generación de tecnología que funcionaba en computadoras, aunque muchas de estas plataformas tienen aplicación móvil. Las aplicaciones de mensajería o chat que nacieron o que principalmente se usan a través de aplicaciones móviles normalmente son conocidas como aplicaciones de mensajería.

## Introducción
La mensajería instantánea requiere el uso de un cliente de mensajería instantánea que realiza el servicio y se diferencia del correo electrónico.
La mayoría usan redes propietarias de los diferentes softwares que ofrecen este servicio en cada máquina diferente. También, hay programas de mensajería que sirven de gran ayuda para que llegue su envío de forma instantánea que utilizan el protocolo abierto XMPP, con un conjunto descentralizado de servidores.
Los clientes de mensajería instantánea más utilizados en el pasado fueron ICQ, Yahoo! Messenger, Pidgin, AIM (AOL Instant Messenger), Google Talk (sustituido actualmente por Hangouts) y Windows Live Messenger, actualmente integrado en Skype.
Actualmente la mensajería instantánea ha dado un vuelco hacia las aplicaciones móviles, aplicaciones multiplataforma, o directamente o también servicios web que no necesitan de ninguna aplicación para poder funcionar. Tienen especial relevancia Facebook Messenger, Skype, Line, Google Chat, Telegram y WhatsApp.
Todos estos servicios han heredado algunas ideas del viejo sistema de conversación IRC, especialmente en lo que se refiere al uso de expresiones, emoticonos, o sistema para interactuar con otros contactos. Por norma general, ninguno de estos servicios permite comunicarse con usuarios de otras aplicaciones.

## Características de la mensajería instantánea
Los sistemas de mensajería tienen unas funciones básicas aparte de mostrar los usuarios que hay conectados y chatear. Una son comunes a todos o casi todos los clientes o protocolos y otras son menos comunes:
Contactos:
- Mostrar varios estados: Disponible, Disponible para hablar, Sin actividad, No disponible, Vuelvo enseguida, Invisible, no conectado.
  - Con el estado invisible se puede ver a los demás pero los demás a uno no.
- Mostrar un mensaje de estado: Es una palabra o frase que aparece en las listas de contactos de tus amigos junto a tu nick. Puede indicar la causas de la ausencia, o en el caso del estado disponible para hablar, el tema del que quieres hablar, por ejemplo. A veces, es usado por sistema automáticos para mostrar la temperatura, o la canción que se está escuchando, sin molestar con mensajes o peticiones de chat continuos.
  - También se puede dejar un mensaje de estado en el servidor para cuando se esté desconectado.
- Registrar y borrar usuarios de la lista de contactos propia.
  - Al solicitar la inclusión en la lista de contactos, se puede enviar un mensaje explicando los motivos para la admisión.
  - Rechazar un usuario discretamente: cuando no se quiere que un usuario en concreto le vea a uno cuando se conecta, se puede rechazar al usuario sin dejar de estar en su lista de contactos. Solo se deja de avisar cuando uno se conecta.
- A veces se pueden agrupar los contactos: Familia, Trabajo, Facultad, etc.
- Se puede usar un avatar: una imagen que le identifique a uno. No tiene por qué ser la foto de uno mismo.

Conversación:
- Puede haber varios tipos de mensajes:
  - Aviso: envía un mensaje solo. No es una invitación a mantener la conversación, solo se quiere enviar una información, un ejemplo de uso de este tipo sería el Mensaje del día o MOTD ofrecido por el servidor.
  - Invitación a chatear: se invita a mantener una conversación tiempo real.
  - Mensaje emergente: es un aviso que se despliega unos segundos y se vuelve a cerrar. No requiere atención si no se desea. Sirve como aviso breve que moleste lo mínimo posible. Por ejemplo, "ya lo encontré, gracias".
- Muchas veces es útil mostrar cuando el otro está escribiendo.
- Muchas veces se pueden usar emoticonos.
- Charlas en grupo al estilo IRC MultiUser Chat:
  - Se pueden crear salas (grupos de charla), públicas y privadas y también permanentes o que desaparezcan al quedarse sin usuarios.
  - Restringir el acceso a salas mediante invitaciones certificadas, para invitar solo a quien uno quiera.

Otras:
- Mandar ficheros: la mayoría de los clientes de mensajería instantánea, también permiten el envío de archivos, generalmente usando protocolos punto a punto (P2P).
- Posibilidad de usar otros sistemas de comunicación, como una pizarra electrónica, o abrir otros programas como un VNC o una videoconferencia.
- Servicios La mensajería instantánea se utiliza, generalmente de persona a persona, pero se puede utilizar, mediante robot de software para que se pueden utilizar de persona a equipo, en este caso, se trata de servicios sobre mensajería instantánea, un tipo de aplicación que cada vez es más utilizado, por sus rapidez de respuesta y versatilidad de servicios.

Programas:
Algunos programas de mensajería instantánea son:
WhatsApp, 
Messenger, 
Facebook Messenger, 
Skype, 
Line,
Discord, 
Google Chat, 
Telegram, ShazzleChat.

## Protocolos de conexión
- AIM
- Bonjour
- Facebook (XMPP)
- Gadu-Gadu
- Google Chat
- GroupWise
- ICQ
- IRC
- MSNk
- MTProto
- MXit
- MySpaceIM
- SILC
- SIMPLE
- Sametime
- Tetuo (XMPP)
- XMPP
- Yahoo
- Yahoo Japan
- SpaceHey IM

## Historia
Una primera forma de mensajería instantánea fue la implementación en el sistema PLATO usado al principio de la década de 1970. Más tarde, el sistema talk implementado en UNIX/LINUX comenzó a ser ampliamente usado por ingenieros y académicos en las décadas de 1980 y 1990 para comunicarse a través de internet. ICQ fue el primer sistema de mensajería instantánea para ordenadores con sistema operativo distinto de UNIX/LINUX en noviembre de 1996. A partir de su aparición, un gran número de variaciones de mensajería instantánea han surgido y han sido desarrollados en paralelo en otras partes, cada aplicación teniendo su propio protocolo. Esto ha llevado a los usuarios a tener que usar un cliente para cada servicio simultáneamente para estar conectado a cada red de mensajería. Alternativamente, surgieron programas multicliente que soportan varios protocolos como Pidgin o Trillian.
Actualmente, la mayoría de servicios de mensajería han añadido la opción de enviar y recibir archivos (especialmente multimedia), información acerca de la ubicación, videos o audio, incluida telefonía IP (VoIP), y videoconferencia.
En los últimos años han realizado investigaciones que buscan aprovechar la familiaridad que tienen los jóvenes con este tipo de prácticas para integrarlas a las estrategias educativas, como es el caso de los grupos de WhatsApp.

## Competencia
- Extensible Messaging and Presence Protocol
- SIMPLE
- XMPP
- Yahoo
- Discord